# ماساتاكه تيراأوتشي
ماساتاكه تيراأوتشي (باليابانية: 寺内 正毅 تيراأوتشي ماساتاكه) (5 نوفمبر 1852 - 3 نوفمبر 1919) كان مشيرًا في الجيش الإمبراطوري الياباني كما شغل منصب رئيس الوزراء الياباني في الفترة بين 9 أكتوبر 1916 إلى 29 سبتمبر 1918.